# Список астероїдів (4301—4400)
| Назва                               | Тимчасове позначення | Дата відкриття    | Місце відкриття                            | Відкривач                                              |
| ----------------------------------- | -------------------- | ----------------- | ------------------------------------------ | ------------------------------------------------------ |
| 4301 Бойден (Boyden)                | 1966 PM              | 7 серпня 1966     | Обсерваторія Бойдена                       | Обсерваторія Бойдена                                   |
| 4302 Маркеєв (Markeev)              | 1968 HP              | 22 квітня 1968    | КрАО                                       | Смирнова Тамара Михайлівна                             |
| 4303 Савицький (Savitskij)          | 1973 SZ3             | 25 вересня 1973   | КрАО                                       | Журавльова Людмила Василівна                           |
| 4304 Ґейченко (Geichenko)           | 1973 SW4             | 27 вересня 1973   | КрАО                                       | Черних Людмила Іванівна                                |
| 4305 Клептон (Clapton)              | 1976 EC              | 7 березня 1976    | Гарвардська обсерваторія                   | Гарвардська обсерваторія                               |
| 4306 Дунаєвський (Dunaevskij)       | 1976 SZ5             | 24 вересня 1976   | КрАО                                       | Черних Микола Степанович                               |
| 4307 Черепащук (Cherepashchuk)      | 1976 UK2             | 26 жовтня 1976    | КрАО                                       | Смирнова Тамара Михайлівна                             |
| 4308 Маґарач (Magarach)             | 1978 PL4             | 9 серпня 1978     | КрАО                                       | Черних Микола Степанович                               |
| 4309 Марвін (Marvin)                | 1978 QC              | 30 серпня 1978    | Гарвардська обсерваторія                   | Гарвардська обсерваторія                               |
| 4310 Стрьомхольм (Stromholm)        | 1978 RJ7             | 2 вересня 1978    | Обсерваторія Ла-Сілья                      | Клаес-Інґвар Лаґерквіст                                |
| 4311 Згуріді (Zguridi)              | 1978 SY6             | 26 вересня 1978   | КрАО                                       | Журавльова Людмила Василівна                           |
| 4312 Кнаке (Knacke)                 | 1978 WW11            | 29 листопада 1978 | Паломарська обсерваторія                   | Ш. Дж. Бас, Чарльз Коваль                              |
| 4313 Буше (Bouchet)                 | 1979 HK1             | 21 квітня 1979    | Обсерваторія Ла-Сілья                      | Анрі Дебеонь                                           |
| 4314 Дерван (Dervan)                | 1979 ML3             | 25 червня 1979    | Обсерваторія Сайдинг-Спрінг                | Е. Гелін, Ш. Дж. Бас                                   |
| 4315 Пронік (Pronik)                | 1979 SL11            | 24 вересня 1979   | КрАО                                       | Черних Микола Степанович                               |
| 4316 Бабінкова (Babinkova)          | 1979 TZ1             | 14 жовтня 1979    | КрАО                                       | Микола Черних                                          |
| 4317 Ґарібальді (Garibaldi)         | 1980 DA1             | 19 лютого 1980    | Обсерваторія Клеть                         | Зденька Ваврова                                        |
| 4318 Бата (Bata)                    | 1980 DE1             | 21 лютого 1980    | Обсерваторія Клеть                         | Зденька Ваврова                                        |
| 4319 Джекіробінсон (Jackierobinson) | 1981 ER14            | 1 березня 1981    | Обсерваторія Сайдинг-Спрінг                | Ш. Дж. Бас                                             |
| 4320 Яросевич (Jarosewich)          | 1981 EJ17            | 1 березня 1981    | Обсерваторія Сайдинг-Спрінг                | Ш. Дж. Бас                                             |
| 4321 Зеро (Zero)                    | 1981 EH26            | 2 березня 1981    | Обсерваторія Сайдинг-Спрінг                | Ш. Дж. Бас                                             |
| 4322 Біллджексон (Billjackson)      | 1981 EE37            | 11 березня 1981   | Обсерваторія Сайдинг-Спрінг                | Ш. Дж. Бас                                             |
| 4323 Гортулюс (Hortulus)            | 1981 QN              | 27 серпня 1981    | Ціммервальдська обсерваторія               | Пауль Вільд                                            |
| 4324 Бікель (Bickel)                | 1981 YA1             | 24 грудня 1981    | Сокорро (Нью-Мексико)                      | Лоренс Тафф                                            |
| 4325 Ґест (Guest)                   | 1982 HL              | 18 квітня 1982    | Станція Андерсон-Меса                      | Едвард Бовелл                                          |
| 4326 МакНеллі (McNally)             | 1982 HS1             | 28 квітня 1982    | Станція Андерсон-Меса                      | Едвард Бовелл                                          |
| 4327 Райс (Ries)                    | 1982 KB1             | 24 травня 1982    | Паломарська обсерваторія                   | Керолін Шумейкер                                       |
| 4328 Валіна (Valina)                | 1982 SQ2             | 18 вересня 1982   | Обсерваторія Ла-Сілья                      | Анрі Дебеонь                                           |
| 4329 Міро (Miro)                    | 1982 SX2             | 22 вересня 1982   | Сокорро (Нью-Мексико)                      | Лоренс Тафф                                            |
| 4330 Вівальді (Vivaldi)             | 1982 UJ3             | 19 жовтня 1982    | Обсерваторія Карла Шварцшильда             | Фраймут Бернґен                                        |
| 4331 Габбард (Hubbard)              | 1983 HC              | 18 квітня 1983    | Станція Андерсон-Меса                      | Норман Томас                                           |
| 4332 Мілтон (Milton)                | 1983 RC              | 5 вересня 1983    | Паломарська обсерваторія                   | Керолін Шумейкер                                       |
| 4333 Синтон (Sinton)                | 1983 RO2             | 4 вересня 1983    | Станція Андерсон-Меса                      | Едвард Бовелл                                          |
| 4334 Фу (Foo)                       | 1983 RO3             | 2 вересня 1983    | Обсерваторія Ла-Сілья                      | Анрі Дебеонь                                           |
| 4335 Верона (Verona)                | 1983 VC7             | 1 листопада 1983  | Обсерваторія Джордано Бруно                | Обсерваторія Джордано Бруно                            |
| 4336 Ясневич (Jasniewicz)           | 1984 QE1             | 31 серпня 1984    | Станція Андерсон-Меса                      | Браян Скіфф                                            |
| 4337 Аресібо (Arecibo)              | 1985 GB              | 14 квітня 1985    | Станція Андерсон-Меса                      | Едвард Бовелл                                          |
| 4338 Велез (Velez)                  | 1985 PB1             | 14 серпня 1985    | Станція Андерсон-Меса                      | Едвард Бовелл                                          |
| 4339 Альмаматер (Almamater)         | 1985 UK              | 20 жовтня 1985    | Обсерваторія Клеть                         | Антонін Мркос                                          |
| 4340 Денс (Dence)                   | 1986 JZ              | 4 травня 1986     | Паломарська обсерваторія                   | Керолін Шумейкер                                       |
| 4341 Poseidon                       | 1987 KF              | 29 травня 1987    | Паломарська обсерваторія                   | Керолін Шумейкер                                       |
| 4342 Фрейд (Freud)                  | 1987 QO9             | 21 серпня 1987    | Обсерваторія Ла-Сілья                      | Ерік Вальтер Ельст                                     |
| 4343 Тецуя (Tetsuya)                | 1988 AC              | 10 січня 1988     | Обсерваторія Кушіро                        | Уеда Сейдзі, Канеда Хіросі                             |
| 4344 Букстегуд (Buxtehude)          | 1988 CR1             | 11 лютого 1988    | Обсерваторія Ла-Сілья                      | Ерік Вальтер Ельст                                     |
| 4345 Рахманінов (Rachmaninoff)      | 1988 CM2             | 11 лютого 1988    | Обсерваторія Ла-Сілья                      | Ерік Вальтер Ельст                                     |
| 4346 Вітні (Whitney)                | 1988 DS4             | 23 лютого 1988    | Обсерваторія Сайдинг-Спрінг                | Ендрю Ноймер                                           |
| 4347 Регер (Reger)                  | 1988 PK2             | 13 серпня 1988    | Обсерваторія Карла Шварцшильда             | Фраймут Бернґен                                        |
| 4348 Poulydamas                     | 1988 RU              | 11 вересня 1988   | Паломарська обсерваторія                   | Керолін Шумейкер                                       |
| 4349 Тібурсіо (Tiburcio)            | 1989 LX              | 5 червня 1989     | Обсерваторія Ла-Сілья                      | Вернер Ландґраф                                        |
| 4350 Сібетя (Shibecha)              | 1989 UG1             | 26 жовтня 1989    | Обсерваторія Кушіро                        | Уеда Сейдзі, Канеда Хіросі                             |
| 4351 Нобухіса (Nobuhisa)            | 1989 UR1             | 28 жовтня 1989    | Обсерваторія Кані                          | Йосікане Мідзуно, Тошімата Фурута                      |
| 4352 Кіото (Kyoto)                  | 1989 UW1             | 29 жовтня 1989    | Обсерваторія Дінік                         | Ацуші Суґіе                                            |
| 4353 Онідзакі (Onizaki)             | 1989 WK1             | 25 листопада 1989 | Обсерваторія Кані                          | Йосікане Мідзуно, Тошімата Фурута                      |
| 4354 Евклід (Euclides)              | 2142 P-L             | 24 вересня 1960   | Паломарська обсерваторія                   | К. Й. ван Гаутен, І. ван Гаутен-Гроневельд, Т. Герельс |
| 4355 Мемфіс (Memphis)               | 3524 P-L             | 17 жовтня 1960    | Паломарська обсерваторія                   | К. Й. ван Гаутен, І. ван Гаутен-Гроневельд, Т. Герельс |
| 4356 Марафон (Marathon)             | 9522 P-L             | 17 жовтня 1960    | Паломарська обсерваторія                   | К. Й. ван Гаутен, І. ван Гаутен-Гроневельд, Т. Герельс |
| 4357 Коринф (Korinthos)             | 2069 T-2             | 29 вересня 1973   | Паломарська обсерваторія                   | К. Й. ван Гаутен, І. ван Гаутен-Гроневельд, Т. Герельс |
| 4358 Лінн (Lynn)                    | A909 TF              | 5 жовтня 1909     | Гринвіцька королівська обсерваторія        | Філіп Ковелл                                           |
| 4359 Берладже (Berlage)             | 1935 TG              | 28 вересня 1935   | Республіканська обсерваторія Йоганнесбурга | Гендрік ван Ґент                                       |
| 4360 Xuyi                           | 1964 TG2             | 9 жовтня 1964     | Обсерваторія Цзицзіньшань                  | Обсерваторія Цзицзіньшань                              |
| 4361 Нежданова (Nezhdanova)         | 1977 TG7             | 9 жовтня 1977     | КрАО                                       | Черних Людмила Іванівна                                |
| 4362 Карлісл (Carlisle)             | 1978 PR4             | 1 серпня 1978     | Пертська обсерваторія                      | Пертська обсерваторія                                  |
| 4363 Сергій (Sergej)                | 1978 TU7             | 2 жовтня 1978     | КрАО                                       | Журавльова Людмила Василівна                           |
| 4364 Шкодров (Shkodrov)             | 1978 VV5             | 7 листопада 1978  | Паломарська обсерваторія                   | Е. Гелін, Ш. Дж. Бас                                   |
| 4365 Іванова (Ivanova)              | 1978 VH8             | 7 листопада 1978  | Паломарська обсерваторія                   | Е. Гелін, Ш. Дж. Бас                                   |
| 4366 Венікаган (Venikagan)          | 1979 YV8             | 24 грудня 1979    | КрАО                                       | Журавльова Людмила Василівна                           |
| 4367 Міч (Meech)                    | 1981 EE43            | 2 березня 1981    | Обсерваторія Сайдинг-Спрінг                | Ш. Дж. Бас                                             |
| 4368 Піллмор (Pillmore)             | 1981 JC2             | 5 травня 1981     | Паломарська обсерваторія                   | Керолін Шумейкер                                       |
| 4369 Сайферт (Seifert)              | 1982 OR              | 30 липня 1982     | Обсерваторія Клеть                         | Ладіслав Брожек                                        |
| 4370 Дікенс (Dickens)               | 1982 SL              | 22 вересня 1982   | Станція Андерсон-Меса                      | Едвард Бовелл                                          |
| 4371 Федоров (Fyodorov)             | 1983 GC2             | 10 квітня 1983    | КрАО                                       | Черних Людмила Іванівна                                |
| 4372 Куінсі (Quincy)                | 1984 TB              | 3 жовтня 1984     | Гарвардська обсерваторія                   | Обсерваторія Ок-Ридж                                   |
| 4373 Креспо (Crespo)                | 1985 PB              | 14 серпня 1985    | Станція Андерсон-Меса                      | Едвард Бовелл                                          |
| 4374 Тадаморі (Tadamori)            | 1987 BJ              | 31 січня 1987     | Тойота                                     | Кендзо Судзукі, Урата Такесі                           |
| 4375 Кійоморі (Kiyomori)            | 1987 DQ              | 28 лютого 1987    | Обсерваторія Одзіма                        | Тсунео Ніїдзіма, Урата Такесі                          |
| 4376 Сіґеморі (Shigemori)           | 1987 FA              | 20 березня 1987   | Обсерваторія Одзіма                        | Тсунео Ніїдзіма, Урата Такесі                          |
| 4377 Кореморі (Koremori)            | 1987 GD              | 4 квітня 1987     | Обсерваторія Одзіма                        | Тсунео Ніїдзіма, Урата Такесі                          |
| 4378 Фойґт (Voigt)                  | 1988 JF              | 14 травня 1988    | Обсерваторія Ла-Сілья                      | Вернер Ландґраф                                        |
| 4379 Снеллінг (Snelling)            | 1988 PT1             | 13 серпня 1988    | Паломарська обсерваторія                   | Керолін Шумейкер, Юджин Шумейкер                       |
| 4380 Ґеєр (Geyer)                   | 1988 PB2             | 14 серпня 1988    | Обсерваторія Верхнього Провансу            | Ерік Вальтер Ельст                                     |
| 4381 Уенохара (Uenohara)            | 1989 WD1             | 22 листопада 1989 | Обсерваторія Уенохара                      | Нобухіро Кавасато                                      |
| 4382 Стравинський (Stravinsky)      | 1989 WQ3             | 29 листопада 1989 | Обсерваторія Карла Шварцшильда             | Фраймут Бернґен                                        |
| 4383 Суруґа (Suruga)                | 1989 XP              | 1 грудня 1989     | Обсерваторія Ґекко                         | Йошіакі Ошіма                                          |
| (4384) 1990 AA ()                   | 1990 AA              | 3 січня 1990      | Окутама                                    | Цуному Хіокі, Шудзі Хаякава                            |
| 4385 Елсассер (Elsasser)            | 2534 P-L             | 24 вересня 1960   | Паломарська обсерваторія                   | К. Й. ван Гаутен, І. ван Гаутен-Гроневельд, Т. Герельс |
| 4386 Лест (Lust)                    | 6829 P-L             | 26 вересня 1960   | Паломарська обсерваторія                   | К. Й. ван Гаутен, І. ван Гаутен-Гроневельд, Т. Герельс |
| 4387 Танака (Tanaka)                | 4829 T-2             | 19 вересня 1973   | Паломарська обсерваторія                   | К. Й. ван Гаутен, І. ван Гаутен-Гроневельд, Т. Герельс |
| 4388 Юрґенсток (Jurgenstock)        | 1964 VE              | 3 листопада 1964  | Обсерваторія Ґете Лінка                    | Індіанський університет                                |
| 4389 Дурбін (Durbin)                | 1976 GL3             | 1 квітня 1976     | КрАО                                       | Черних Микола Степанович                               |
| 4390 Мадретереза (Madreteresa)      | 1976 GO8             | 5 квітня 1976     | Астрономічний комплекс Ель-Леонсіто        | Обсерваторія Фелікса Аґілара                           |
| 4391 Балоді (Balodis)               | 1977 QW2             | 21 серпня 1977    | КрАО                                       | Черних Микола Степанович                               |
| 4392 Аґіта (Agita)                  | 1978 RX5             | 13 вересня 1978   | КрАО                                       | Черних Микола Степанович                               |
| 4393 Дейв (Dawe)                    | 1978 VP8             | 7 листопада 1978  | Паломарська обсерваторія                   | Е. Гелін, Ш. Дж. Бас                                   |
| 4394 Фрітцгайде (Fritzheide)        | 1981 EB19            | 2 березня 1981    | Обсерваторія Сайдинг-Спрінг                | Ш. Дж. Бас                                             |
| 4395 Денбрітт (Danbritt)            | 1981 EH41            | 2 березня 1981    | Обсерваторія Сайдинг-Спрінг                | Ш. Дж. Бас                                             |
| 4396 Ґрессманн (Gressmann)          | 1981 JH              | 3 травня 1981     | Станція Андерсон-Меса                      | Едвард Бовелл                                          |
| 4397 Джалопез (Jalopez)             | 1981 JS1             | 9 травня 1981     | Астрономічний комплекс Ель-Леонсіто        | Обсерваторія Фелікса Аґілара                           |
| 4398 Чіяра (Chiara)                 | 1984 HC2             | 23 квітня 1984    | Обсерваторія Ла-Сілья                      | В. Феррері                                             |
| 4399 Асідзурі (Ashizuri)            | 1984 UA              | 21 жовтня 1984    | Обсерваторія Ґейсей                        | Тсутому Секі                                           |
| 4400 Багряна (Bagryana)             | 1985 QH4             | 24 серпня 1985    | Смолян                                     | Болгарська Національна обсерваторія                    |

| Астероїди 1—10000 → |           |           |           |           |           |           |           |           |            |
| 1—100               | 1001—1100 | 2001—2100 | 3001—3100 | 4001—4100 | 5001—5100 | 6001—6100 | 7001—7100 | 8001—8100 | 9001—9100  |
| 101—200             | 1101—1200 | 2101—2200 | 3101—3200 | 4101—4200 | 5101—5200 | 6101—6200 | 7101—7200 | 8101—8200 | 9101—9200  |
| 201—300             | 1201—1300 | 2201—2300 | 3201—3300 | 4201—4300 | 5201—5300 | 6201—6300 | 7201—7300 | 8201—8300 | 9201—9300  |
| 301—400             | 1301—1400 | 2301—2400 | 3301—3400 | 4301—4400 | 5301—5400 | 6301—6400 | 7301—7400 | 8301—8400 | 9301—9400  |
| 401—500             | 1401—1500 | 2401—2500 | 3401—3500 | 4401—4500 | 5401—5500 | 6401—6500 | 7401—7500 | 8401—8500 | 9401—9500  |
| 501—600             | 1501—1600 | 2501—2600 | 3501—3600 | 4501—4600 | 5501—5600 | 6501—6600 | 7501—7600 | 8501—8600 | 9501—9600  |
| 601—700             | 1601—1700 | 2601—2700 | 3601—3700 | 4601—4700 | 5601—5700 | 6601—6700 | 7601—7700 | 8601—8700 | 9601—9700  |
| 701—800             | 1701—1800 | 2701—2800 | 3701—3800 | 4701—4800 | 5701—5800 | 6701—6800 | 7701—7800 | 8701—8800 | 9701—9800  |
| 801—900             | 1801—1900 | 2801—2900 | 3801—3900 | 4801—4900 | 5801—5900 | 6801—6900 | 7801—7900 | 8801—8900 | 9801—9900  |
| 901—1000            | 1901—2000 | 2901—3000 | 3901—4000 | 4901—5000 | 5901—6000 | 6901—7000 | 7901—8000 | 8901—9000 | 9901—10000 |